# Dahouët
Dahouët este un mic port breton situat în comuna Pléneuf-Val-André. Drumul care duce la această comună din Lamballe coboară ușor în acest port, trecând chiar pe lângă moara de maree (construită în 1821) înainte de a se împărți, pe de o parte, către stațiunea balneară Val-André și, pe de altă parte, către centrul satului Pléneuf.
Chiar dacă câteva traulere rare mai aruncă ancora acolo, este doar un port de agrement, oferind aproximativ 185 de locuri la geamanduri (port care se golește la reflux) și, din 1989, 313 locuri într-un bazin cu apă constantă – bazinul Salines.
Caracterul său natural, patrimoniul și câteva magazine îl fac un loc important pentru turismul din zonă.
Notre-Dame-de-la-Garde este protectoarea acestui port; este o statuie mare a Fecioarei care se află pe traseul vameșilor.
Poteca vameșilor permite să ajungi la plaja Val-André în mai puțin de o jumătate de oră, pe un traseu foarte plăcut. În direcția opusă, în fundul portului, se poate lua poteca sălbatică ce urmează, adâncindu-se în ținuturi, pârâul Flora.
O școală de navigație este instalată pe înălțimile portului. Copiii mici se antrenează în fiecare zi de vară pe iazul de maree din fundul portului, în timp ce cei mai mari și adolescenții își lansează ambarcațiunile de pe plaja Val-André sau din portul Piégu.

## Istoric

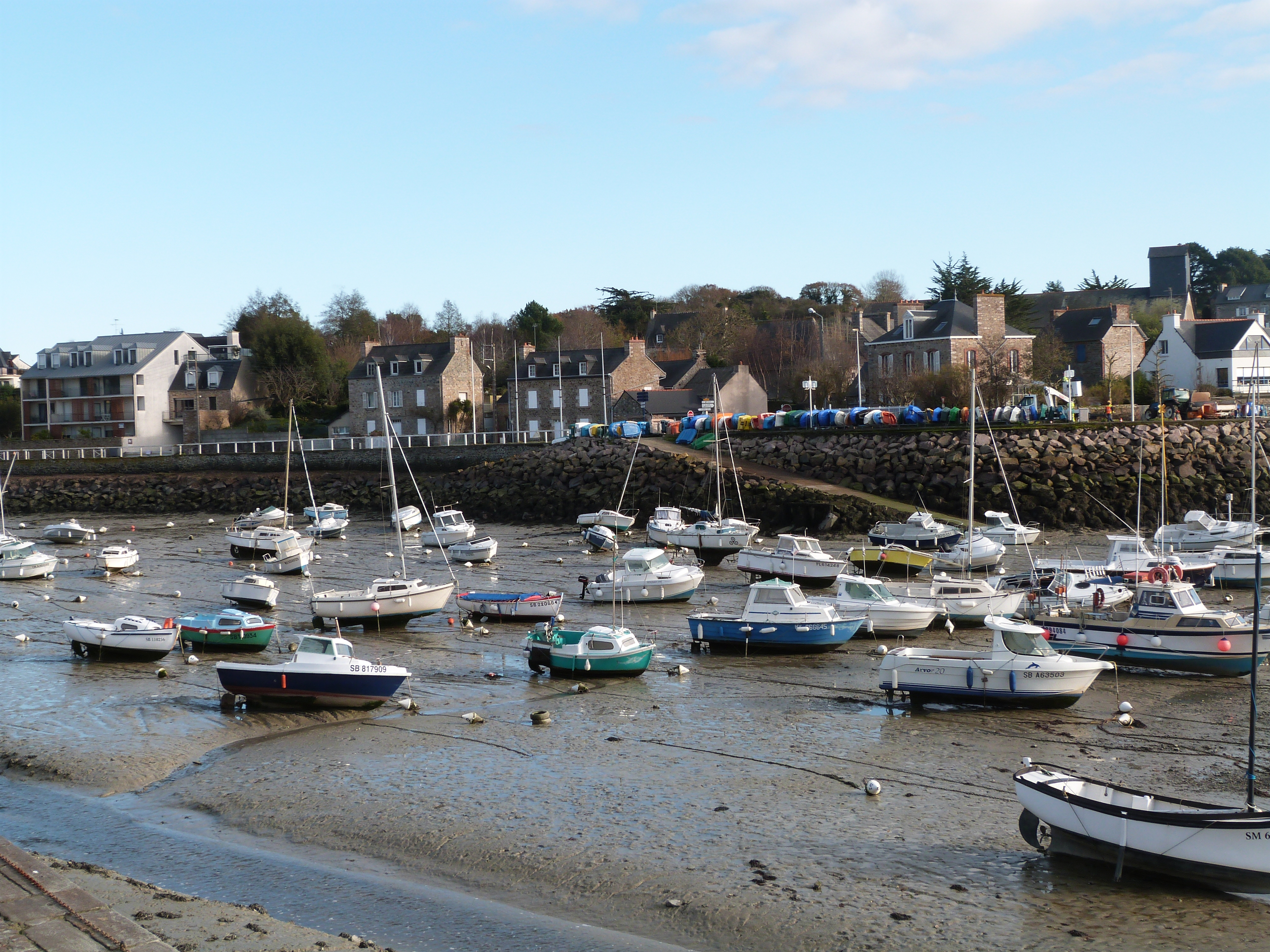
Portul.

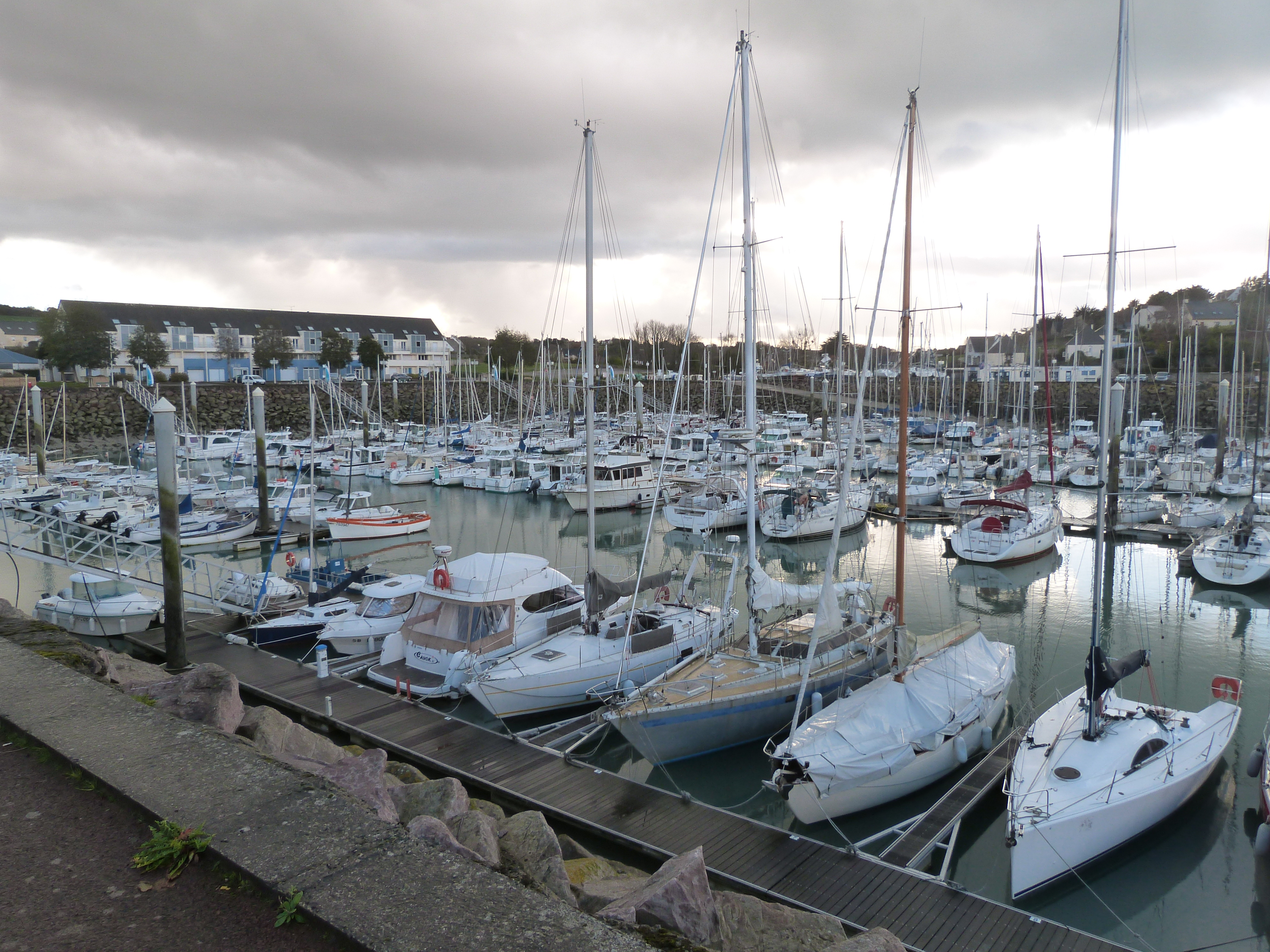
Bassin des Salines.

Caracterul natural al acestui adăpost pentru navigatori sugerează o vechime considerabilă a acestui port.
Încă din primele decenii ale secolului al XVI-lea, nave echipate în acest port plecau la pescuit de cod în Terra Nova și mai ales în Islanda, marinarii din această zonă fiind deja cunoscuți pentru cunoștințele lor despre coastele nordice ale Americii de Nord. Astăzi, strada Islandezilor și cheiul Terre-Neuvas sunt încă prezente pentru a mărturisi această istorie.
Dahouët a avut o activitate intensă ca port comercial, participând la exportul de produse agricole (precum cartofi) și la importul de diverse materiale (îngrășăminte, cărbune, var etc.).
Numeroase nave au fost echipate și pentru pescuit. Armatorii locuiau inițial la Pléneuf, apoi unii dintre ei s-au stabilit la Dahouët. Mai multe case de armatori sunt încă vizibile pe chei. O rampă poartă numele armatorului Léon Hamonet, tatăl pictorului cu același nume.
Pescuitul a rămas o vreme singura activitate când, din lipsă de trafic suficient, Dahouët a fost retrogradat ca port comercial.
Chiar și astăzi, câteva traulere ale armatorilor din Dahouët revin în mod regulat cu punțile încărcate de pește, crustacee, scoici praires și scoici Saint-Jacques din golful Saint-Brieuc. Însă cea mai mare parte a acestei activități s-a mutat și s-a concentrat, de la sfârșitul secolului XX, pe portul Erquy, care dispune de o hală de vânzare.
În septembrie 1999, după construcția și lansarea ultimei sale nave, ultimul șantier naval care lucra lemnul la Dahouët și-a închis porțile. De atunci, mai multe ateliere de mecanică navală și servicii pentru agrement s-au dezvoltat în împrejurimi.
La 31 octombrie 2020, André-Yann I, ultimul trauler pentru scoici din portul Dahouët, a părăsit cheiul Terre-Neuvas, unde se adăpostea de 31 de ani, pentru a ajunge la Saint-Malo. Portul Dahouët nu mai adăpostește decât două mici bărci de pescuit, dar își păstrează totuși, deocamdată, statutul de port de pescuit.

## Diverse
Secvența finală a filmului Compania a 7-a sub clar de lună a fost filmată la Dahouët.